# Perczel András
Perczel András (Budapest, 1959. május 10. –) Széchenyi-díjas magyar szerkezeti kémikus és biokémikus, tanszékvezető egyetemi tanár, a Magyar Tudományos Akadémia, az Academia Europaea és a Szent István Tudományos Akadémia rendes tagja, az Oxfordi Egyetem vendégkutatója. Fő kutatási területe a biomolekulák térszerkezetvizsgálata, és a fehérjék NMR spektroszkópiája. Kutatása többek között hozzájárulhat a 2-es típusú cukorbetegség és az Alzheimer-kór kezelési módszerének kifejlesztéséhez.

## Életpályája
A dunántúli római katolikus nemesi származású bonyhádi Perczel család sarja. Apja bonyhádi Perczel Dénes (1929–2013), budapesti építész, festő és grafikus, a Középülettervező Vállalat (KÖZTI) alkalmazottja, több magyarországi templom és templombelső tervezője, anyja olsvai Farkas Irén (1934–2014) laborasszisztens. Az apai nagyszülei bonyhádi Perczel Miklós (1882-1969) filmoperatőr és fényképész, és Barna Margit (1904–1965) voltak. Az anyai nagyszülei dr. olsvai Farkas Aladár (1897–1989) nyíregyházi járásbíró és Pavletits Magdolna (1902–1995) voltak. Az apai nagyapai dédszülei bonyhádi Perczel Dénes (1853–1933), tábornok, a Ferenc József-rend lovagja, és remmingsheimi Hipp Flóra (1864–1953) voltak. Az anyai nagyanyai dédszülei dr. Pavletits Béla (1864–1939) királyi kúriai bíró és őrmezői Danilovics Mária (1882–1904) voltak; dr. Pavletits Béláné őrmezői Danilovics Máriának az apja őrmezői Danilovics Elek (1844–1925) királyi kúriai bíró, aki 1912. július 9-én magyar nemesség- és címeradományt szerzett I. Ferenc József magyar királytól.
Perczel András gyermekkorában 4 évet élt családjával Algériában (mivel apja felkérést kapott egy olajipari egyetem épületének megtervezésére), ezalatt megtanult franciául, és egy kicsit arabul, továbbá saját bevallása szerint a szemléletmódjára is nagy hatással volt. Családi hagyományoknak megfelelően a budapesti Piarista Gimnáziumban érettségizett 1977-ben (Öveges József professzor is tanította), középiskolai tanulmányai alatt a filozófia is érdekelni kezdte. 1980-ban kezdte meg tanulmányait az ELTE Természettudományi Kar (ELTE-TTK) kémia szakán, ahol 1985-ben szerzett vegyészdiplomát. Ennek megszerzése után szerves kémiai gyakorlatokat kezdett el tartani az egyetem tanárképző főiskolai karán. 1987-ben a TTK szerves kémiai tanszékének tudományos munkatársa lett, közben folytatta az oktatást a tanárképző főiskolán. Külföldi kutatómunkája során az Egyesült Államokban, majd a Torontói Egyetemen, végül az Oxfordi Egyetemen dolgozott. 1994-től tart speciális kollégiumokat kémia szakos hallgatók számára. Közben a tanszék tudományos főmunkatársává, majd 1999-es habilitációja után, 2001-ben egyetemi tanárrá nevezték ki. Azóta tart előadásokat szerves és biológiai kémiából. 2007-ben megkapta tanszékvezetői kinevezését is. Az egyetemi tanári munka mellett az MTA és az ELTE közös Fehérjemodellező Kutatócsoportjának, valamint az egyetem Szerkezeti Kémia és Biológia Laboratóriumának vezetője. 1998 és 2001 között Széchenyi professzori ösztöndíjjal, 2006-ban pedig Fulbright-ösztöndíjjal kutatott.
1992-ben védte meg a kémiai tudomány kandidátusi, 1998-ban akadémiai doktori értekezését. Az MTA Szerves és Biomolekuláris Kémiai Bizottságának lett tagja. 2010-ben a Magyar Tudományos Akadémia felvette levelező, 2016-ban rendes tagjai sorába. Akadémiai tisztségei mellett a Magyar Kémikusok Egyesülete biológiai kémiai szakcsoportja alapító elnöke, a Magyar Biokémiai Egyesület tagja, a Kajtár Márton Közhasznú Alapítvány kuratóriumi titkára és az Alapítvány a Magyar Peptid- és Fehérjekutatásért kurátora. Emellett nemzetközi szinten a European Peptide Society (EPS) tagja és a Journal of Molecular Structure című tudományos folyóirat szerkesztőbizottságának tagja. 2011-ben a Bolyai János alkotói díjban részesült, mely nagy hatással volt rá, ettől kezdve jelentős tudománynépszerűsítő munkát is végez.

## Munkássága
Fő kutatási területe a szerves és bimolekuláris kémia, ezen belül a reaktivitás és térszerkezetvizsgálata: polipeptidek és a fehérjék CD és NMR spektroszkópiája
Több jelentős kutatást folytatott, amelyekben peptideket és fehérjéket szintetizáltak szilárd fázisú és biotechnológiai módszerekkel. Legfontosabb eredményeit a spektroszkópia és a spektrometria használatával érte el, például úgynevezett bioaktív peptideket, fehérjéket vizsgált CD- és NMR-színképelemzéssel, valamint fehérjék bioNMR-spektroszkópiájával, ahol a szerkezet, a dinamika és a biológiai hatás molekuláris hátterének feltérképezését végezte globuláris és funkcionálisan rendezetlen (IUP) rendszerekben. Ezenkívül α- és β-peptidek szerkezet- és stabilitásvizsgálatával foglalkozik.
Nemzetközileg is jelentős mennyiségű, összesen közel 250 tudományos közlemény szerzője vagy társszerzője, amelyek elsősorban angol nyelven jelentek meg, ezekre több mint 5000 független hivatkozás érkezett. H-index=47. Emellett több magyar és angol nyelvű könyv társszerzője.

## Családja
Felesége a Zala vármegyei ősrégi nemesi származású forintosházi Forintos családnak a sarja, prof. dr. Perczel-Forintos Dóra (Budapest, 1960. február 12. –), a Semmelweis Egyetem tanszékvezető egyetemi tanára, klinikai szakpszichológus és pszichoterapeuta, a hazai kognitív pszichoterápia meghonosítója. Perczel-Forintos Dóra szülei forintosházi Forintos György (1935–2005) szociológus, magyar szabadságharcos az 1956-os forradalomban, valamint dr. Bánlaki Sára (1936–2021) jogász voltak. Az apai nagyszülei dr. forintosházi Forintos György (1902–1958) jogász, igazságügyi minisztérium osztályfőnöke, jogász, és a tekintélyes boldogfai Farkas családból való boldogfai Farkas Margit (1905–1990) voltak; Forintos Györgyné boldogfai Farkas Margitnak a szülei dr. boldogfai Farkas István (1875–1921), a sümegi járás főszolgabírája, jogász, és a persai Persay családból való persai Persay Erzsébet (1885–1913) asszony voltak. Forintos Györgyné boldogfai Farkas Margitnak az öccse boldogfai Farkas Endre (1908–1994), vezérkari őrnagy, a Magyar Érdemrend lovagkeresztjének tulajdonosa, jómódú földbirtokos. Perczel-Forintos Dórának az anyai nagyszülei Bánlaki Ignác (1904–1976) iparos és Orbán Ida voltak. Perczel Andrásnak és Perczel-Forintos Dórának három gyermeke van: dr. Perczel Kristóf (szakorvos), Perczel Júlia (művészettörténész és pszichológus) és dr. Perczel György (orvos).

## Díjai, elismerései
- Pro Scientia (1993, 1995)
- Zemplén Géza-díj (1996)
- ELTE Kari Tudományos Díj (1997)
- Magyar Kutatási Díj (2004, Sanofi-Synthélabo)
- Bolyai-díj (2011)
- Pest Megye tudományos díja (2012)
- Széchenyi-díj (2021)[8]

## Főbb publikációi
- Phosphorylation loops in synthetic peptides of the human neurofilament protein middle-sized subunit (társszerző, 1988)
- Convex constraint analysis - A natural deconvolution of circular-dichroism curves of proteins (első szerző, 1991)
- Analysis of the circular-dichroism spectrum of proteins using the convex constraint algorithm - A practical guide (első szerző, 1992)
- Peptidek térszerkezet-vizsgálata (társszerző, 1994)
- Fehérjék másodlagos szerkezeti elemeinek modellezése szintetikus, spektroszkópiai és számítástechnikai módszerekkel (1996)
- NMR studies of a viral protein that mimics the regulators of complement activation (társszerző, 1997)
- Membrane translocation of penetratin and its derivatives in different cell lines (társszerző, 2003)
- Theoretical study on tertiary structural elements of β-peptides: Nanotubes formed from parallel-sheet-derived assemblies of β-peptides (társszerző, 2006)
- Determining the molecular basis for the pH-dependent interaction between the Link module of human TSG-6 and hyaluronan (társszerző, 2007)
- Cooperation between a salt bridge and the hydrophobic core triggers fold stabilization in a Trp-cage miniprotein (társszerző, 2008)
- Mozgékonyság az ideák világában, avagy dinamikus fehérjék térszerkezet-vizsgálata (2010)